# Susanne Lothar
Susanne Lothar (Amburgo, 15 novembre 1960 – Berlino, 21 luglio 2012) è stata un'attrice tedesca. 
Particolarmente attiva in campo teatrale, è conosciuta al pubblico internazionale per i suoi ruoli nei film di Michael Haneke (quali Das Schloss, Funny Games, La pianista e Il nastro bianco), in alcuni episodi di Heimat 2 e per aver interpretato Angelica Balabanoff nella miniserie televisiva Il giovane Mussolini.

## Biografia
Nacque dalla coppia di attori Ingrid Andree e Hanns Lothar (Neutze). Anche il fratellastro Marcel Werner e gli zii Horst Michael Neutze e Günther Neutze furono attori.
Sposò l'attore Ulrich Mühe nel 1997. Insieme ebbero due figli e divenne matrigna della figlia di Mühe avuta da un precedente matrimonio, l'attrice Anna Maria Mühe. La loro relazione si interruppe a causa della morte del marito, determinata da un cancro nel luglio 2007.
Morì a Berlino il 21 luglio 2012, all'età di 51 anni. La sua morte fu resa nota pubblicamente dall'avvocato della famiglia, il quale non aggiunse dettagli sulla causa del decesso. In un'intervista del 2019 alla rivista The Criterion Collection, Michael Haneke dichiarò che il decesso, avvenuta il giorno prima del quinto anniversario della morte del marito, fu causato da suicidio.

### Teatro
Studiò recitazione all'Università di Musica e Teatro di Amburgo, ma abbandonò gli studi dopo tre semestri per divenire apprendista presso il Teatro Thalia di Amburgo. Debuttò in teatro nel 1980 sotto la direzione di Benjamin Korn nel ruolo dell'allieva Hermine Seitz in Fegefeuer in Ingolstadt di Marieluise Fleißer, seguito, nel 1981, sempre sotto la direzione di Korn, da Recha in Nathan il saggio. Per queste due interpretazioni è stata la prima a ricevere il Premio Boy Gobert.
All'inizio della stagione 1982/83, passò allo Schauspielhaus Köln, dove interpretò Cordelia in Re Lear (1982) e Gretchen in Faust (1983) sotto la direzione di Jürgen Flimm. Nel 1983 recitò anche nel ruolo di M nella commedia di Botho Strauß Kalldewey, farce, accanto alla madre Ingrid Andree. Nel 1985 tornò al Teatro Thalia di Amburgo per impersonare Viola in La dodicesima notte, diretta da Jaroslav Chundela.
Nel 1986 fu ospite del Burgtheater e dello Staatsschauspiel Stuttgart. A Vienna, nel 1986, ricevette la Medaglia Kainz per il ruolo di Klara Hühnerwadel nella commedia Musik di Frank Wedekind. A Stoccarda nel 1986, recitò nel ruolo di May nella commedia Liebestoll di Sam Shepard (con Ulrich Tukur nel ruolo del suo partner) e, sotto la direzione di Jossi Wieler, nel ruolo di Marie in Woyzeck (con Stephan Bissmeier nel ruolo principale). Nella stagione 1986/87 assunse il ruolo della sposa rocker nel musical Andi al Deutsches Schauspielhaus di Amburgo, sotto la direzione di Peter Zadek. Divenne nota soprattutto per il ruolo di Lulu nella produzione di Zadek del 1988 al Deutsches Schauspielhaus: Lulu è considerato il suo più grande successo teatrale. Per la sua interpretazione di Lulu, in cui appare in scena anche in completa nudità, è stata eletta “Attrice dell'anno” dai critici della rivista Theater heute nel 1988.
Nel 1990 e nel 1991 interpretò il ruolo principale nella commedia di Franz Grillparzer L'ebrea di Toledo al Festival di Salisburgo; il suo partner nel ruolo del re Alfonso di Castiglia fu Ulrich Mühe.
Estusiasmò critica e pubblico nel ruolo di Sonja nella commedia Tre variazioni della vita (Drei Mal Leben) di Yasmina Reza al Burgtheater di Vienna (2000; regia di Luc Bondy) e, sempre sotto la direzione di Luc Bondy, nel ruolo della moglie del medico Corinne nella commedia Auf dem Land di Martin Crimp allo Schauspielhaus di Zurigo (2001). Nel 2002 recitò al Deutsches Theater di Berlino nel ruolo di Yvette in Madre Coraggio e i suoi figli di Bertolt Brecht, sempre con la regia di Peter Zadek. Nel 2004 impersonò Blanche du Bois in Endstation Sehnsucht allo Schauspielhaus Zürich, diretta da Burkhard C. Kosminski. Nel 2006, recitò nel ruolo di Christine/Klytämnestra nell'opera Il lutto si addice ad Elettra di Eugene O'Neill, in una produzione di Thomas Ostermeier alla Schaubühne di Berlino.

### Cinema e televisione
Per suo primo ruolo cinematografico, quello dell'ingannevole figlia Marga Schroth in Eisenhans, diretto da Tankred Dorst, vinse il Deutscher Filmpreis nel 1983. Riprese l'attività cinematografica solo all'inizio degli anni novanta. Nella serie poliziesca di prima serata Faber l'investigatore (Der Fahnder), dove apparse nel ruolo di Gina nell'episodio Romeo, trasmesso per la prima volta nell'ottobre 1990. Nello stesso anno, interpretò il ruolo della protagonista Lena Haas nel film Der Berg di Markus Imhoof, basato sulla vera tragedia del duplice omicidio della coppia di guardiani del tempo Heinrich e Lena Haas sul Säntis nel 1922. Nel 1993 ricevette il Gong d'Oro per la sua interpretazione di Vera Meerholtz nel film televisivo in due parti Das tödliche Auge insieme a Ulrich Mühe.
Interpretò diversi ruoli da protagonista nei film della serie televisiva Tatort. In Tatort: Himmel und Erde (prima trasmissione: novembre 1993), interpretò Nina, una donna serba che fa parte di un trio criminale che ruba le chiavi degli appartamenti di donne anziane single e le fa copiare; in Tatort: Traumhaus (prima trasmissione: maggio 1999), è stata Hanna Hebbel, la moglie del rappresentante farmaceutico Friedel Hebbel (interpretato da Ulrich Mühe), licenziato a causa di un calo degli ordini; in Tatort: Der Teufel vom Berg (prima trasmissione: agosto 2005) Andrea Hochreiter, la moglie del pittore Georg Hochreiter (“il diavolo della montagna”), in Tatort: Das Ende des Schweigens (prima trasmissione: febbraio 2007) Cora Rohwedder, la madre della scomparsa Silke Rohwedder e in Tatort: Der glückliche Tod (prima trasmissione: ottobre 2008) Katja Frege, la cui figlia Julia Frege soffre di fibrosi cistica e alla fine muore a causa della malattia metabolica.
La sua prima collaborazione con il regista austriaco Michael Haneke risale al 1997. Sotto la sua direzione girò quattro film: apparse come vittima di violenza nel thriller Funny Games (1997), interpretò il ruolo di Frieda in Das Schloss (1997), recitò in La pianista (2001), tratto dall'omonimo romanzo di Elfriede Jelinek, e nel pluripremiato dramma Il nastro bianco (Das weiße Band - Eine deutsche Kindergeschichte) (2009).
In seguito interpretò numerosi ruoli in film e televisione fino al 1999, come Heimat 2 - Cronaca di una giovinezza (Die zweite Heimat - Chronik einer Jugend) di Edgar Reitz e il film drammatico Einfach raus di Peter Vogel.
A partire dal 2000, comparse in altre produzioni cinematografiche e televisive. Nel film TV Vom Küssen und vom Fliegen di Hartmut Schoen, interpretò il ruolo di Petra Maier. Nel thriller Die achte Todsünde: Toskana-Karussell di Peter Patzak interpretò il ruolo principale di Marion Hansen, impiegata presso l'Ufficio europeo antifrode. Nel film a episodi Die Österreichische Methode, affiancò Michael Abendroth nel ruolo di Carmen Fischer. Insieme a Sandra Hüller, Luisa Sappelt e Gerti Drassl, interpretò il ruolo di Isabella sotto la direzione di Maria Speth. Nell'adattamento cinematografico del romanzo Fleisch ist mein Gemüse di Heinz Strunk del 2008, impersonò la madre di Heinz Strunk (Maxim Mehmet). Interpretò il ruolo di Carla Berg nel film tedesco-americano The Reader - A voce alta (2008).
Nel film drammatico Nemesis, presentato nel 2010, assunse il ruolo di Claire, per l'ultima volta al fianco del marito Ulrich Mühe. Nel film televisivo di ARD Bloch: Inschallah, interpretò il ruolo di Daniela Sonnenberg, che deve affrontare il rifiuto della figlia Dalia Feisal (Aylin Tezel). Nel lungometraggio Wer wenn nicht wir (2011), interpretò Ilse Ensslin, la moglie del pastore Helmut Ensslin (interpretato da Michael Wittenborn). Nello stesso anno, interpretò Stefania Limanowska nel film drammatico sull'Olocausto Die verlorene Zeit (2011).
Nell'aprile 2012, interpretò Luise König nel thriller poliziesco televisivo Die Gurkenkönigin della serie Polizeiruf 110. Nel lungometraggio Staub auf unseren Herzen di Hanna Doose ebbe il ruolo di protagonista insieme a Stephanie Stremler. L'adattamento cinematografico del romanzo Anna Karenina, in cui interpretò la principessa Shcherbatsky in un ruolo minore, è uscito nei cinema tedeschi nel dicembre 2012.

### Lavori radiofonici
Lavorò anche come narratrice di radiodrammi. Nell'ambito delle Fiabe preferite dai tedeschi (Patmos Verlag), interpretò il ruolo femminile nei radiodrammi delle Le fiabe del focolare. Nel 2004 interpretò Jacqueline Coverdale nel radiodramma Blutschrift di Ruth Rendell. Nella serie di radiodrammi Die drei??? interpretò Shawne Davison nel 131° episodio Haus des Schreckens (2009). Nel 2010, assunse uno dei ruoli di speaker nel radiodramma del romanzo d'esordio Das Geisterhaus della scrittrice cilena Isabel Allende. La Deutschlandfunk trasmise la sua ultima opera radiofonica postuma il 13 ottobre 2012 nel pluripremiato radiodramma Oops, wrong planet! (DLF/WDR 2012; regia: Walter Adler), che tratta i problemi di persone autistiche che studiano all'università.

## Filmografia

### Cinema
- Heimat 2 - Cronaca di una giovinezza (Die zweite Heimat - Chronik einer Jugend), regia di Edgar Reitz (1992)
- Funny Games, regia di Michael Haneke (1997)
- La pianista (La pianiste), regia di Michael Haneke (2001)
- Amen. regia di Costa-Gavras (2002)
- Import/Export, regia di Ulrich Seidl (2007)
- Funny Games, regia di Michael Haneke (2007)
- The Reader - A voce alta (The Reader), regia di Stephen Daldry (2008)
- Il nastro bianco (Das weiße Band - Eine deutsche Kindergeschichte), regia di Michael Haneke (2009)
- Wer wen nicht wir, regia di Andres Veiel (2011)
- Anna Karenina, regia di Joe Wright (2012)

### Televisione
- Faber l'investigatore – serie TV, episodio 3x04 (1990)
- Tatort – serie TV, 5 episodi (1993-2008)
- Il giovane Mussolini, regia di Gianluigi Calderone – miniserie TV, 3 puntate (1993)
- Das Schloss (Das Schloß), regia di Michael Haneke – film TV (1997)
- Un caso per due – serie TV, episodio 29x09 (2009)
- Soko 5113 – serie TV, episodio 35x03 (2009)
- Il commissario Schumann – serie TV, episodio 4x06 (2010)
- Das Duo – serie TV, episodio 1x19 (2010)
- Poirot (Agatha Christie's Poirot) – serie TV, episodio 12x04 (2010)
- Il commissario Köster – serie TV, episodio 36x01 (2010)
- Polizeiruf 110 – serie TV, episodio 41x03 (2012)
- Ultima traccia: Berlino – serie TV, episodio 1x06 (2012)

## Doppiatrici italiane
- Stefanella Marrama in Funny Games
- Franca D'Amato ne Il nastro bianco
- Manuela Andrei in Anna Karenina
- Paila Pavese in Il giovane Mussolini